# Neudorf bei Parndorf
Neudorf bei Parndorf (en húngaro: Mosonújfalu) es una ciudad localizada en el Distrito de Neusiedl am See, estado de Burgenland, Austria.
- Datos: Q650614
- Multimedia: Neudorf bei Parndorf / Q650614

1. ↑  Worldpostalcodes.org, código postal n.º 2475.